# Kingston, West Sussex
Kingston är en parish i Storbritannien.   Den ligger i grevskapet West Sussex och riksdelen England, i den södra delen av landet, 80 km söder om huvudstaden London.